# Theodoor Netscher
Theodoor Netscher (Bordeaux, 8 augustus 1661 – begraven Hulst, 16 november 1728), alias Theodorus/Theodor Netscher en de Fransche Netscher, was een Nederlandse 18de-eeuwse schilder, die beroemd is vanwege zijn portretten en zijn interieurschilderingen.

## Biografie

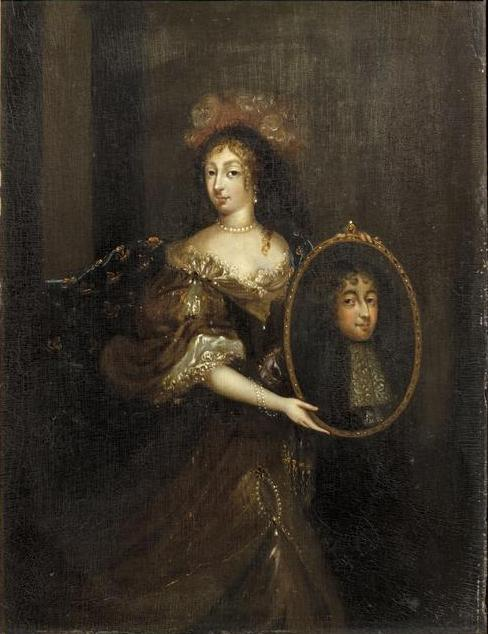
Portret door Theodoor Netscher van Henriëtta Anne van Engeland (1644-1670), terwijl zij een portret van haar echtgenoot vasthoudt, Filips van Orléans (1640-1701).

Netscher was een telg uit het kunstenaarsgeslacht Netscher en een zoon en leerling van Caspar Netscher, en de oudere broer van de schilders Constantijn en Anthonie Netscher.
Volgens Johan van Gool leerde zijn vader hem schilderen, en hoewel hij in Bordeaux was geboren, ontving hij zijn opleiding voornamelijk in Den Haag. Hij werd bekend onder de naam "de Fransche Netscher", niet vanwege zijn geboorteplaats, maar vanwege zijn latere werk in Parijs, waar hij leefde van 1680 tot 1699.
Hij werkte aanvankelijk in Den Haag en maakte reizen naar Parijs en Engeland. Later verhuisde hij naar Hulst, waar hij in 1728 stierf. Hij had veel contact met de Franse schilder Roger de Piles, hetzij in Den Haag, hetzij in Parijs.